# Tentamon (XXI. dinasztia)
Tentamon ókori egyiptomi királyné a XXI. dinasztia idején, I. Neszubanebdzsed felesége. Nagy valószínűséggel az előző dinasztia utolsó uralkodójának, XI. Ramszesznek a lánya; anyja ismeretlen, de lehetséges, hogy az azonos nevű Tentamon az, aki feltehetőleg Ramszesz felesége, és másik leányának, Duathathor-Henuttauinak az anyja volt.
Férjével együtt említik a Wenamon-papiruszon; azt is megemlítik, hogy Taniszban laktak.